# Rugby 7 en los Juegos del Pacífico
El rugby 7 es una de las tantas disciplinas de los Juegos del Pacífico.
Se jugó por primera vez en Juegos del Pacífico Sur 1999, en la XI edición de los Juegos.
En las ediciones anteriores desde 1963 hasta 1995, se disputó en formato de rugby XV.

## Historial

### Torneo Masculino
| Evento            | Oro   | Plata              | Bronce             |
| ----------------- | ----- | ------------------ | ------------------ |
| Guam 1999         | Fiyi  | Papúa Nueva Guinea | Vanuatu            |
| Suva 2003         | Fiyi  | Islas Cook         | Samoa              |
| Apia 2007         | Fiyi  | Samoa              | Papúa Nueva Guinea |
| Nouméa 2011       | Samoa | Fiyi               | Papúa Nueva Guinea |
| Port Moresby 2015 | Fiyi  | Samoa              | Tonga              |
| Apia 2019         | Fiyi  | Samoa              | Tonga              |
| Horiara 2023      | Fiyi  | Samoa              | Tonga              |

#### Medallero
| Núm. | País               | Oro | Plata | Bronce | Total |
| ---- | ------------------ | --- | ----- | ------ | ----- |
| 1    | Fiyi               | 6   | 1     | 0      | 6     |
| 2    | Samoa              | 1   | 4     | 1      | 5     |
| 3    | Papúa Nueva Guinea | 0   | 1     | 2      | 3     |
| 4    | Islas Cook         | 0   | 1     | 0      | 1     |
| 4    | Tonga              | 0   | 0     | 3      | 2     |
| 6    | Vanuatu            | 0   | 0     | 1      | 1     |

Nota: El torneo de los Juegos del Pacífico de 2023 es el último considerado

### Torneo Femenino
| Evento            | Oro  | Plata              | Bronce             |
| ----------------- | ---- | ------------------ | ------------------ |
| Nouméa 2011       | Fiyi | Samoa              | Papúa Nueva Guinea |
| Port Moresby 2015 | Fiyi | Australia          | Papúa Nueva Guinea |
| Apia 2019         | Fiyi | Australia          | Papúa Nueva Guinea |
| Horiara 2023      | Fiyi | Papúa Nueva Guinea | Tonga              |

#### Medallero
| Núm. | País               | Oro | Plata | Bronce | Total |
| ---- | ------------------ | --- | ----- | ------ | ----- |
| 1    | Fiyi               | 4   | 0     | 0      | 3     |
| 2    | Australia          | 0   | 2     | 0      | 2     |
| 3    | Papúa Nueva Guinea | 0   | 1     | 3      | 4     |
| 4    | Samoa              | 0   | 1     | 0      | 1     |
| 4    | Tonga              | 0   | 0     | 1      | 1     |

Nota: El torneo de los Juegos del Pacífico de 2023 es el último considerado.